# Jean-Guy Paré
Pour les articles homonymes, voir Paré.
Jean-Guy Paré, né le 24 novembre 1947 à Warwick et mort le 26 décembre 2020 à Trois-Rivières, est un homme politique québécois, député de Lotbinière pour le Parti québécois de 1994 à 2003. Il est également maire de Saint-Pierre-les-Becquets de 2008 à 2013.

## Jeunesse et formation
Fils d'un journaliste et d'une ménagère, il étudie l'éducation physique et en devient professeur en 1972. En parallèle, il obtient une maîtrise en sciences et psychologie sociale du sport à l'Université Dalhousie en 1976, puis un certificat en entraînement sportif de l'Université du Québec à Trois-Rivières en 1978. Des années plus tard, il complète sa formation par un cours de formateur en entrepreneuriat au Babson College de Boston (1990) puis par une maîtrise en administration publique de l'École nationale d'administration publique (1992).
Il cesse son activité de professeur d'activité physique en 1984, après avoir été entraîneur de l'équipe de football Les Diablos du Cégep de Trois-Rivières de 1978 à 1983. Il devient alors directeur exécutif de la Société de formation et de développement au Cégep de Trois-Rivières et coordonne les services de formation aux entreprises des cégeps de Drummondville, Shawinigan, Trois-Rivières et Victoriaville de 1986 à 1994.
Il est également membre de nombreux conseils d’administration liées aux sports, à l’entreprenariat et à l’action locale. Ainsi, il cofonde le « Centre d'entrepreneuriat du Cœur-du-Québec » en 1988 et préside le conseil d'administration du groupe « Soutien initiative jeunesse de Bécancour » de 1986 à 1991, après en avoir été vice-président. 
Il débute en politique en entrant au conseil municipal des Becquets en 1979, où il siège durant dix ans.

## Carrière politique nationale
Candidat du Parti québécois dans Lotbinière lors des élections générales de septembre 1994, il bat le sortant libéral Lewis Camden avec une courte avance de 283 voix Il devient alors délégué régional de la région de Chaudière-Appalaches jusqu’en 29 janvier 1996, date à laquelle il est nommé Secrétaire régional et adjoint parlementaire au ministre responsable de la région de Chaudière-Appalaches. Il occupe également le poste d’adjoint parlementaire à la ministre de l'Éducation à partir du 4 septembre 1996. Ces deux postes prennent fin le 28 octobre 1998, quelques semaines avant les élections générales.
À nouveau candidat lors des élections générales de novembre 1998 il est nettement réélu, devançant la candidate libérale de plus de dix points, le futur sénateur Claude Carignan terminant troisième et dernier. Il devient alors adjoint parlementaire au ministre de l'Agriculture, des Pêcheries et de l'Alimentation jusqu’au 21 mars 2001, puis la vice-première ministre et ministre d'État à l'Économie et aux Finances du 21 mars jusqu’au 12 mars 2002. Il préside la Commission des finances publiques du 12 mars 2002 au 12 mars 2003. 
Candidat à sa réélection aux élections générales de 2003, il est emporté par la vague adéquiste et termine troisième, devancé par la candidate libérale et Sylvie Roy, qui lui succède à l’Assemblée nationale du Québec.

## Après la députation
Après sa défaite, il retourne travailler pour les cégeps de Drummondville, Shawinigan, Trois-Rivières et Victoriaville, cette fois comme conseiller cadre.
En 2008, il devient maire de Saint-Pierre-les-Becquets lors d'une élection partielle. Il est réélu sans opposition l'année suivante.
En 2012 il devient président du Fonds de soutien à la réflexion et à l'action en matière de développement social (FRDS). Au cours de sa carrière il préside également le conseil d'administration de la Fondation de l'Université du Québec à Trois-Rivières.
Il ne se représente pas à la mairie en 2013, et se consacre à des fonctions associatives ou au sein de conseils d'administration. Un de ses derniers engagements est notamment de relancer une équipe francophone de football universitaire à l'Université de Trois Rivières. 
Il décède le 26 décembre 2020 des suites d'un cancer.

## Résultats électoraux
| Candidats pour la mairie de Saint-Pierre-les-Becquets, 2013 | Vote            | %               |
| ----------------------------------------------------------- | --------------- | --------------- |
| Jean-Guy Paré (Sortant)                                     | Sans opposition | Sans opposition |

|                                                                                               | Nom                     | Parti                 | Nombre de voix | %      | Maj. |
| --------------------------------------------------------------------------------------------- | ----------------------- | --------------------- | -------------- | ------ | ---- |
|                                                                                               | Sylvie Roy              | Action démocratique   | 9 522          | 36,9 % | 749  |
|                                                                                               | Monique Drolet Glazier  | Libéral               | 8 773          | 34 %   | -    |
|                                                                                               | Jean-Guy Paré (sortant) | Parti québécois       | 6 502          | 25,2 % | -    |
|                                                                                               | Marc Allard             | Vert                  | 306            | 1,2 %  | -    |
|                                                                                               | Étienne Hallé           | UFP                   | 575            | 2,2 %  | -    |
|                                                                                               | Paul Biron              | Démocratie chrétienne | 150            | 0,6 %  | -    |
| Total                                                                                         | Total                   | Total                 | 25 828         | 100 %  |      |
| Le taux de participation lors de l'élection était de 78,8 % et 296 bulletins ont été rejetés. |                         |                       |                |        |      |

|                                                                                               | Nom                     | Parti               | Nombre de voix | %      | Maj.  |
| --------------------------------------------------------------------------------------------- | ----------------------- | ------------------- | -------------- | ------ | ----- |
|                                                                                               | Jean-Guy Paré (sortant) | Parti québécois     | 11 496         | 47,6 % | 2 348 |
|                                                                                               | Christian Lessard       | Libéral             | 9 148          | 37,9 % | -     |
|                                                                                               | Claude Carignan         | Action démocratique | 3 486          | 14,4 % | -     |
| Total                                                                                         | Total                   | Total               | 24 130         | 100 %  |       |
| Le taux de participation lors de l'élection était de 81,5 % et 315 bulletins ont été rejetés. |                         |                     |                |        |       |

|                                                                                               | Nom                    | Parti           | Nombre de voix | %      | Maj. |
| --------------------------------------------------------------------------------------------- | ---------------------- | --------------- | -------------- | ------ | ---- |
|                                                                                               | Jean-Guy Paré          | Parti québécois | 10 398         | 45,6 % | 283  |
|                                                                                               | Lewis Camden (sortant) | Libéral         | 10 115         | 44,3 % | -    |
|                                                                                               | Denis Cameron          | Indépendant     | 2 308          | 10,1 % | -    |
| Total                                                                                         | Total                  | Total           | 22 821         | 100 %  |      |
| Le taux de participation lors de l'élection était de 80,9 % et 558 bulletins ont été rejetés. |                        |                 |                |        |      |